# 6135 Billowen
A 6135 Billowen (ideiglenes jelöléssel 1990 RD9) a Naprendszer kisbolygóövében található aszteroida. Henry Holt fedezte fel 1990. szeptember 14-én.